# Поддубцы (Луцкий район)
Подду́бцы (укр. Піддубці) — село в Подгайцевской сельской общине Луцкого района Волынской области Украины.
Код КОАТУУ — 0722885001. Население по переписи 2001 года составляет 1037 человек. Почтовый индекс — 45635. Телефонный код — 332. Занимает площадь 1 км².
В селе родился Герой Советского Союза Николай Марачевич.

## Достопримечательности

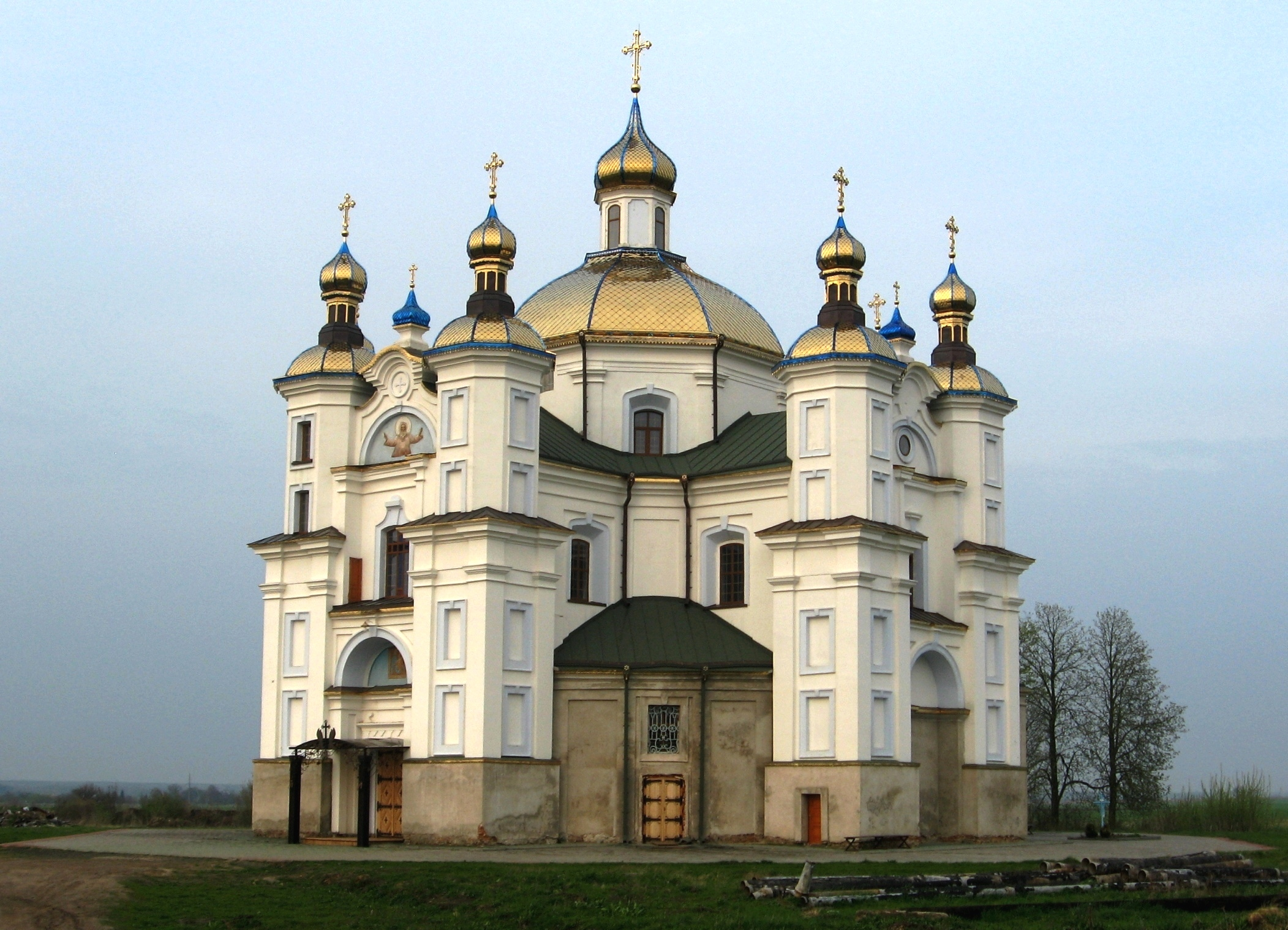
Покровская церковь

В селе находится православная Покровская церковь, изначально — униатская, воздвигнута в 1740 г. Людвикой Любомирской. Построенная по проекту выдающегося иезуитского архитектора Павла Гижицкого. Храм является одним из наиболее ценных памятников в стиле барокко на Волыни.